# 墨凡商場
墨凡商場（英語：Mo Fan），簡稱墨凡，是臺灣的連鎖零售品牌，包括小型購物中心、美食廣場等店型，目前在高雄市、臺南市、臺東縣經營7間商場（墨凡•地鐵商場計為一間）。

## 歷程
- 2018年，位於台鐵臺東車站的東站商場開業。[1]
- 2019年，位於臺南市立安南醫院（委託中國醫藥大學興建經營）的安南商場開業。
- 2019年，位於高雄鐵路地下化區間範圍內的九座地下車站（左營車站、內惟車站、美術館車站、鼓山車站、三塊厝車站、民族車站、科工館車站、正義車站、鳳山車站），由墨凡取得其商業空間經營權，統一命名為墨凡•地鐵商場，專攻藝文主義者、創業實踐者或教育工作者，在餐飲、工藝或各項領域的職涯，對於尋覓開設店舖、工作室、活動空間或課座講堂等商場空間的人，預備一個理想場域。
- 2020年，位於樹德科技大學二宿＆花園餐廳的樹科商場開業。
- 2022年4月，位於高雄捷運R10美麗島站地下商業空間的墨凡•美麗島商場以「城市中心休憩站」為概念，打造首座高捷站內美食商圈，有11間店舖開始試營運[2]，同年7月17日正式開幕。[3][4]
- 2023年12月9日，位於高雄捷運R11高雄車站地下商業空間的墨凡・高雄駅一番街開幕，商場樓層分B2美食街和B3主題電玩街，結合餐飲、動漫主題選物、盲盒、遊戲、扭蛋等多元類別。其中亮點品牌有動漫周邊商品專賣店Animate安利美特。[5][6]
- 2024年12月28日，位於高雄捷運R8三多商圈站地下商業空間的墨凡・参DUO商場開幕，為首次將站內廊道與賣店空間相互結合，突破既定形式框架，將空間利用最大化，聚集多元品牌店、個性單品店，打造小資主題、輕鬆選物的複合式空間。[7]

## 外部連結
- 官方网站